# كو غروت
كو غروت (بالهولندية: Cor Groot)‏ هو ربان ‏ هولندي، ولد في 21 يناير 1909 في Akersloot ‏ في هولندا، وتوفي في 23 سبتمبر 1978 في هارلم في هولندا.

## وصلات خارجية
- كو غروت على موقع الاتحاد الدولي للملاحة الشراعية (موقع جديد) (الإنجليزية)
- كو غروت على موقع الاتحاد الدولي للملاحة الشراعية (موقع قديم) (الإنجليزية)
- كو غروت على موقع اللجنة الأولمبية الدولية (الإنجليزية)
- كو غروت على موقع أوليمبيديا (الإنجليزية)